# Nederlandse dendrologie
In 1933 verscheen voor het eerst het boek Nederlandse dendrologie: geïllustreerde handleiding bij het bepalen van de in Nederland voorkomende soorten en variëteiten der gekweekte houtgewassen. Dit boekwerk werd geschreven door Dr. Boudewijn Karel Boom, onderzoeker bij het Instituut voor de Veredeling van Tuinbouwgewassen te Wageningen. Het werd later voortgezet door H.J. van der Laar (twaalfde druk) en Dr. ir. J. de Koning, J.W. van den Broek, H.J. van der Laar en Ing. Fortgens (dertiende druk). Van der Laar was al vanaf de negende druk bij het schrijven betrokken.
Het boek is opgezet als een flora. Er zijn niet alleen determinatietabellen opgenomen met zomerkenmerken, maar ook met winterkenmerken, zodat ook als er geen bladeren of bloemen aanwezig zijn de struik of boom veelal toch op naam gebracht kan worden. De kenmerken worden verduidelijkt met illustraties. Bij de planten is het jaartal, waarin ze in Nederland in cultuur genomen zijn, vermeld.

## Vierde druk
De vierde druk verscheen in 1959. In deze druk zijn ook voor het eerst meer zeldzame planten opgenomen die in parken, tuinen, collecties en kwekerijen staan. 

## Twaalfde druk
De twaalfde druk verscheen in 1982. In deze druk zijn de familie Oleaceae, de geslachten Berberis, Euonymus en Parthenocissus ingrijpend veranderd.

## Dertiende druk
De dertiende druk is verschenen in 2000. Deze druk heeft een heel andere opzet gekregen dan de voorgaande drukken. De tabellen met winterkenmerken zijn meestal niet meer aanwezig en de families zijn nu gerangschikt in twee groepen:
- Naaktzadigen (Gymnospermae) plus Ginkgo en Ephedra.
- Bedektzadigen (Angiospermae). Binnen deze groep zijn de monocotylen (eenzaadlobbigen) en dicotylen (tweezaadlobbigen) niet meer apart gehouden.

Alleen de soorten zijn nu nog apart beschreven en voor iedere familie is een determinatiesleutel opgenomen. De soortbeschrijving is gestandaardiseerd en bestaat uit
- habitus (groeiwijze)
- hoogteaanduiding
- beschrijving van de 
  - twijgen
  - blad
  - blaadjes
  - bloeiwijze
  - bloem
  - vrucht
- jaar van introductie
- land van oorsprong
- bloeitijd
- voorkomen

## Veertiende druk
In 2009 is een veertiende editie van "de Boom" verschenen, onder de titel Dendrologie van de lage landen bij de KNNV-uitgeverij, onder redactie van Jan de Koning. In 2012 verscheen de tweede druk onder de nieuwe titel.

## Naamlijst van houtige gewassen
Daarnaast is er de Naamlijst van houtige gewassen, waarin de juiste botanische en Nederlandse naam staan vermeld. Deze lijst wordt regelmatig bijgewerkt.